# Imevisión
El Instituto Mexicano de la Televisión, conocido también como Imevisión, fue un organismo estatal mexicano encargado de operar las estaciones de televisión propiedad del gobierno federal. Estas incluyeron los canales 7, 13 y 22 en Ciudad de México, además del canal 2 en Chihuahua, el canal 11 de Ciudad Juárez, el canal 11 de Guadalajara, el canal 5 de Mexicali, el canal 27 de Tijuana y el canal 8 de Monterrey, además de las redes nacionales de los canales 7 y 13 con 90 y 78 estaciones repetidoras, respectivamente.

## Historia
El 12 de octubre de 1968, comenzó a transmitir regularmente XHDF Canal 13, estación de carácter privado en un principio, cuya concesión fue otorgada en 1967 a Corporación Mexicana de Radio y Televisión S.A. de C.V, propiedad del empresario Francisco Aguirre Jiménez. En 1971, cuando el canal comenzó a generar mayores utilidades, el empresario Alejo Peralta adquirió el 49 % de las acciones de la estación.
En la década de 1970, ante la inestabilidad política del país por los acontecimientos de 1968, el gobierno de Luis Echeverría Álvarez creó la política de la «apertura democrática», la cual fomentaba la crítica y autocrítica en los medios de comunicación masivos, en los sectores académicos e incluso en los círculos oficiales. En ese contexto, el gobierno manifestó por primera vez su interés en participar de manera activa en los medios de comunicación como emisor y en 1972, después de que Peralta vendiera sus acciones al Gobierno Federal, la administración de Echeverría presionó a Aguirre Jiménez para que le vendiera el 41 % restante, pues el otro 10 % ya se lo habían vendido con anterioridad con la condición de que participasen otros empresarios. Así, el 15 de marzo de ese mismo año, el gobierno adquirió el canal 13 a través de la Sociedad Mexicana de Crédito Industrial SOMEX y, a partir de ese momento, el Estado comenzó a estructurar un proyecto para el empleo de la televisión estatal.
El 25 de marzo de 1983, se creó la Televisión de la República Mexicana (TRM) durante el gobierno de Miguel de la Madrid, quien un año antes, en 1982, decide anexar al recién formado Instituto Mexicano de la Televisión la recién disuelta Televisión Rural Mexicana y los canales 13 y 22 en la Ciudad de México, además de otras redes estatales de televisión.
El Instituto Mexicano de la Televisión fue creado como organismo público descentralizado el 25 de marzo de 1983 por medio de un decreto publicado en el Diario Oficial de la Federación. Ese mismo año, también se crea el Instituto Mexicano de la Radio (IMER) y el Instituto Mexicano de Cinematografía (IMCINE).
En 1985, el Instituto cambia su nombre a Imevisión como su marca comercial, y el 15 de mayo del mismo año sale al aire el canal 7 de la Ciudad de México; la creación de este canal obligó a trasladar, por cuestiones técnicas, el canal 8 de Televisa al canal 9. En ese año, Imevisión empieza a operar las redes nacionales de los canales 7 y 13, el 22 del Distrito Federal y, de forma comercial, el 11 del Instituto Politécnico Nacional.
En ese mismo año, a causa del terremoto de 1985 en la Ciudad de México, la televisora realiza largas horas de noticieros informando acerca del desastre, como el informativo Día a día de Pedro Ferriz Santacruz. Imevisión también reportó la caída de la torre de transmisiones de Televisa sobre la avenida Dr. Río de la Loza.
En el último cuarto de 1990, el Gobierno anuncia la separación de Imevisión de todas sus estaciones afiliadas al nivel nacional, con la excepción del canal 13 que seguiría siendo propiedad del Estado. En diciembre, es publicada la licitación para el canal 7.
En 1991, el canal 7 y el canal 22 dejan de emitir programación propia y se vuelven estaciones repetidoras del canal 13, quedando una sola estación para la empresa. Además, las decadencias y los problemas de señal en Imevisión eran persistentes. A principios del año, el Gobierno organiza una subasta por el canal 7 y, por las pocas propuestas y bajas ofertas que hicieron las empresas invitadas, es declarada desierta. La Fundación Manuel Buendía, una organización formada por 800 académicos, solicitó al presidente de la República que el canal 22 no sea vendido y se mantenga con fines culturales. La propuesta es aceptada y durante el primer semestre 1991, el canal deja de ser repetidora del 13 y sale del aire, en espera de reiniciar transmisiones bajo su nuevo concepto y a cargo del Consejo Nacional para la Cultura y las Artes. En diciembre, el Gobierno declaró la liquidación del Imevisión y el nombre solo se mantuvo con fines comerciales y de identificación. Sin embargo, para diciembre de 1992, el nombre de Imevisión dejó de usarse en la estación definitivamente. En su lugar, la señal de televisión abierta empezó a emplear la denominación «canal 13 XHDF» para toda la empresa.

### La privatización
A inicios de 1993, el Gobierno emprendió la renovación de imagen de Imevisión con fines de hacerla atractiva a los posibles compradores, así como el de regularizar la situación legal de varias frecuencias que eran permisionadas, entre ellas las de la red de canal 7, cambiándolas a concesionadas, requisito indispensable para poder ser desincorporadas a terceros, creándose de esta manera TV Azteca. Con este cambio, también se reinició las transmisiones independientes de canal 7; aunque escasas e intermitentes. El nombre y emblema de Televisión Azteca comenzaron a usarse en abril de ese mismo año, antes de que la televisora fuera privatizada formalmente.
El 18 de julio de 1993, el Gobierno anuncia que la subasta por los canales 7 y 13, realizada bajo una licitación, había sido ganada por el empresario Ricardo Salinas Pliego, propietario de las Tiendas Elektra, ahora parte del Grupo Salinas. Así, TV Azteca inicia sus operaciones el 2 de agosto del mismo año, al inicio transmitiendo la misma señal en los canales 7 y 13. El 15 de octubre, TV Azteca separa los canales, dándoles identidades propias, usando los eslóganes Tu visión en canal 7 y Mi tele en canal 13.

## Logotipo
El logotipo inicial de Imevisión es un hexágono verde dividido en dos partes, como el que alguna vez tuviera el canal 7 en su logotipo, semejando una figura en forma similar al de un logotipo de reciclaje estilizado.
En cuestión de canales, sus logotipos fueron los siguientes:
- Red Nacional 7 se identificaba con el número 7 en color rosa. El color verde fue utilizado durante las transmisiones de prueba.
- Red Nacional 13 tenía el 13 en color morado.
- Cine Canal 22 utilizaba el 22 en color azul marino.

A partir de octubre de 1990 entró en uso el logotipo de "Imevisión La Red Nacional", que fue utilizado hasta el 9 de septiembre de 1991, al entrar en funciones "Canal 13" como el canal base de la compañía.

## Programación

### Producciones originales
- ¡Ah qué Kiko!
- Imevisión informa
- DeporTV
- Picante (con María Conchita Alonso)
- El precio es blanco (con Ángel Fernández)
- Ídolos de hoy en la lucha libre
- A todo dar (programa de concursos).
- Cómo se filmó
- En caliente (programa deportivo)
- Los protagonistas
- Sal y pimienta de Chepina Peralta
- La caravana
- Pampa Pipiltzin
- Nexos
- La canica azul
- En tienda y trastienda
- Radio clips stereo
- El show de Johnny Canales
- Televidente (con Javier Solórzano y Carmen Aristegui)
- Fin de siglo de Renward García Medrano
- Comenzamos (con Luis Carbajo)
- Entre amigos
- Lotería de mis amores
- El gran premio de los 64 mil pesos (llamado en algún tiempo El gran premio del millón)
- El ciudadano infraganti de Óscar Cadena
- Los cuentos del espejo
- Erase que se era
- Un día, un mexicano
- Temas de Garibay
- La almohada (con Germán Dehesa)
- Barriendo la noticia (conocido inicialmente como "Cotorreando la Noticia")
- Desde temprano[4]
- El güiri-güiri
- 7 días
- Kolitas